# Трубников, Юрий Владимирович
Ю́рий (Георгий) Влади́мирович Тру́бников (1857 — после 1922) — член Государственного совета Российской империи, действительный статский советник, помещик.

## Биография
Родился 25 или 26 ноября 1857 года в православной дворянской семье. Его дед Василий Александрович Трубников происходил из дворян Рязанской губернии; отец — Владимир Васильевич Трубников (5.1.1827 — 21.2.1878), помещик, крупный землевладелец, известный деятель в Казанской губернии по освобождению крестьян, действительный статский советник с 1868 года, тайный советник с 1876 года. Род был внесён в 6-ю часть дворянской родословной книги Рязанской губернии и в 6-ю часть дворянской родословной книги Казанской губернии по определению Казанского дворянского депутатского собрания от 10 декабря 1862 года (утверждён указом Герольдии от 04.04.1861). Дядя, брат отца — Константин Васильевич Трубников (1829—1904), российский журналист и промышленный деятель, инициатор первого русского телеграфного агентства, издатель и редактор ряда журналов и газет. Мать — княжна Вера Юрьевна (1831—1864), представительница княжеского рода Хованских; дочь камер-юнкера Юрия Николаевича Хованского; внучка действительного статского советника, симбирского губернатора Сергея Николаевича Хованского.
В декабре 1878 года Юрий Владимирович Трубников окончил Александровский лицей, после окончания которого до 1883 года состоял в хозяйственном департаменте Министерства внутренних дел. В 1879 году был командирован в распоряжение члена Совета министра академика В. П. Безобразова для сбора сведений о Нижегородской ярмарке, о фабричном и заводском производстве. В 1880 году был командирован в качестве младшего чиновника в распоряжение сенатора И. И. Шамшина, назначенного для проведения общей ревизии Саратовской и Самарской губерний. В этой командировке под руководством Горемыкина, Трубников, вместе с Милютиным и Хвостовым занимался главным образом ревизией крестьянского землевладения и управления.
В 1883 году подал прошение и был уволен из министерства, после этого уехал в Казанскую губернию и всецело посвятил себя общественной службе, состоя почти беспрерывно уездным и губернским земским гласным и почётным мировым судьёй. Юрий Владимирович Трубников был землевладельцем Казанской губернии — его родовое имение в 1906 году составляло 4193 десятины земли (кроме этого он получил майорат в Петроковской и Калишской губерниях Царства Польского. Был почётным мировым судьёй Спасского округа в 1884—1898, 1900—1907, 1910—1915 годах. С 1887 по 1897 год был председателем Спасского съезда мировых судей. С 1891 по 1892 год был земским начальником 1-го участка Спасского уезда. С 1893 по 1900 год был спасским уездным предводителем дворянства. С 1900 по 1902 год и с 1907 по 1909 год был председателем Спасской уездной земской управы. Был уполномоченным казанского дворянства на всех съездах Объединённого дворянства. Член Центрального комитета «Союза 17 октября». Трубников был действительным членом Петербургского клуба общественных деятелей.
11 апреля 1906 года он был избран членом Государственного совета Российской империи от Казанского губернского земства, переизбирался в 1909, 1912 и 1915 годах. В Государственном совете Юрий Владимирович примкнул к группе центра, был членом её бюро в 1909—1912 годах и членом её аграрной комиссии. Был членом финансовой комиссии с 1907 по 1913 и с 1916 по 1917 год и членом особых комиссий по законопроектам: «Об изменении и дополнении некоторых постановлений, касающихся крестьянского землевладения» (1909), «О волостном земском управлении» (1911), «Об изменении узаконений о праздничных неприсутственных днях» (1911), «О воспрещении убоя в целях продажи телят, а также продажи и покупки этих телят» (1916), «Об установлении Положения о второй всеобщей переписи населения России» (1916). Был членом согласительных комиссий по законопроектам: «Об отпуске из средств Государственного казначейства пособия Русскому комитету для изучения Средней и Восточной Азии» (1910), «О временном сохранении штатов жандармских полицейских управ Сибирской и Забайкальской железной дороги 110 должностей жандармских унтер-офицеров» (1911), «О временном отпуске из Государственной казны средств на содержание офицеров, командированных за границу» (1911), «О временном отпуске из Государственного казначейства дополнительных средств на содержание Санкт-Петербургского Медицинского женского института и о некоторых изменениях в Положении об этом институте» (1911).
С 1916 года был членом Сельскохозяйственного совещания. Получил чин действительного статского советника.
После Октябрьской революции 1917 года Трубников выехал в Сибирь. С 1918 по 1920 год Трубников в Омске был сенатором 1-го департамента Сената в правительстве Колчака.
О дальнейшей судьбе сведений нет.

## Семья
Был женат, имел пятерых детей.